# Preisendorf
Preisendorf ist ein Gemeindeteil der Gemeinde Forstern im Landkreis Erding in Bayern.

## Geographie
Das Kirchdorf Preisendorf liegt südlich von Forstern Richtung Hohenlinden im südlichen Landkreis Erding.

## Geschichte
Die zum Pfarrverband Maria-Tading zählende katholische Filialkirche St. Stephan stammt aus der zweiten Hälfte des 15. Jahrhunderts und wurde barockisiert. Die frühere Hofmark der Grafschaft Haag gehört seit 1818 zur mit dem bayerischen Gemeindeedikt gegründeten Gemeinde Forstern. 2004 hat der Leonhardi-Verein Preisendorf den Brauch des Leonhardiritts im Ort wieder aufleben lassen.